# Anders Hejlsberg
| Nascido               | Dezembro 1960 (62 anos)Copenhague, Dinamarca       |  |
| Nationalidade         | Dinamarquês                                        |  |
| Escolaridade          | Universidade da Dinamarca                          |  |
| Trabalho              | Programador, arquiteto de sistemas                 |  |
| Empresa que trabalhou | Nascon Microcomputer, Borland, Microsoft[1]        |  |
| Conhecido por         | Turbo Pascal, Delphi, C#,[1] TypeScript            |  |
| Prêmios               | 2001 Dr. Dobb's Excellence in Programming Award[1] |  |

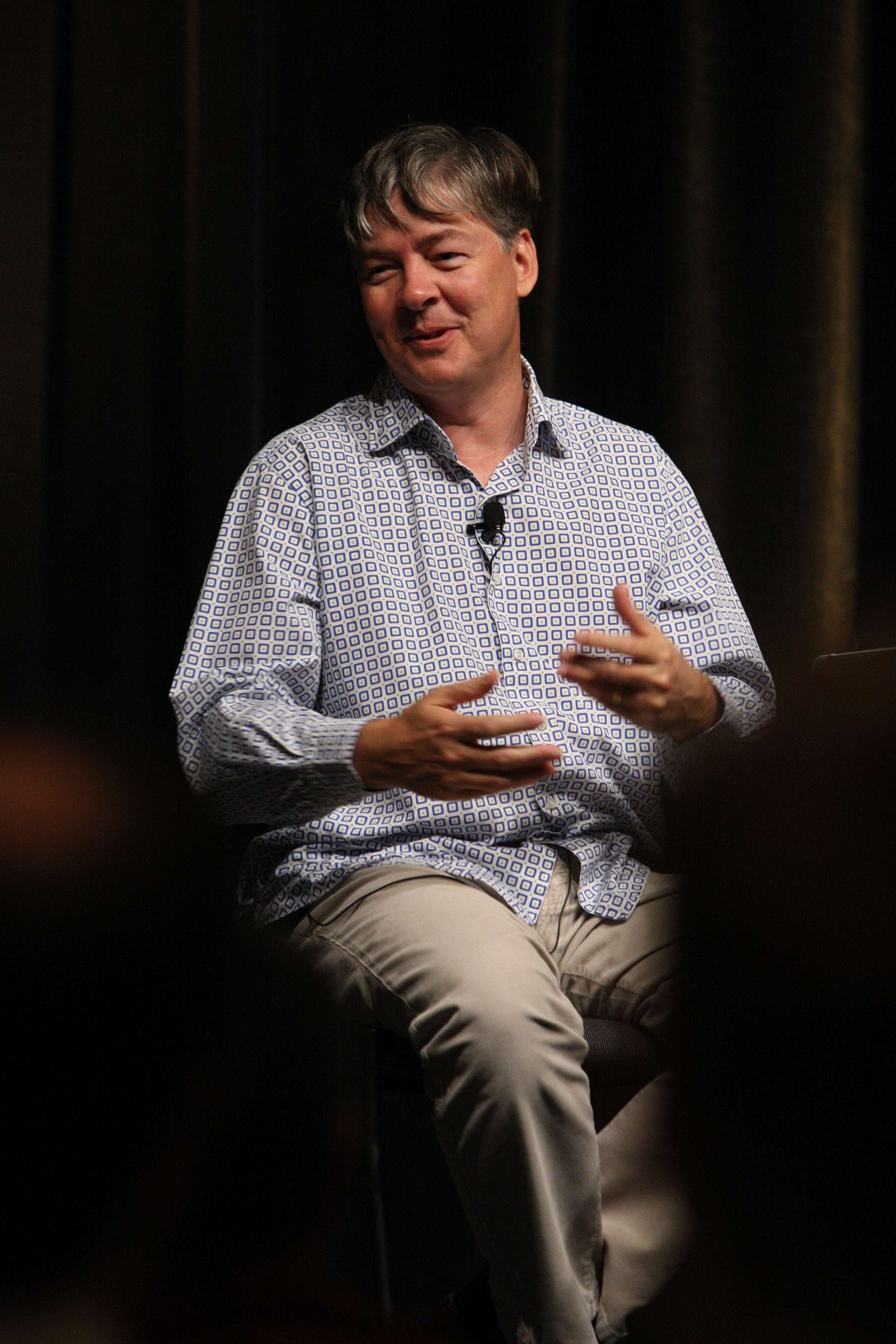

Anders Hejlsberg (dezembro de 1960) é um engenheiro de software dinamarquês que ganhou prestígio pelo desenvolvimento do Delphi e Turbo Pascal na Borland e a plataforma .NET após ter migrado para a Microsoft.

## Começo da vida
Hejlsberg nasceu em Copenhague, na Dinamarca, e estudou Engenharia Elétrica na Universidade Técnica da Dinamarca. Enquanto estava na universidade em 1980, ele começou a escrever programas para o microcomputador Nascom, incluindo um compilador Pascal que foi inicialmente comercializado como o Blue Label Software Pascal para o Nascom-2. No entanto, ele logo o reescreveu para CP / M e DOS, comercializando-o primeiro como Compas Pascal e depois como PolyPascal. Posteriormente, o produto foi licenciado para a Borland e integrado a um IDE para se tornar o sistema Turbo Pascal. Turbo Pascal competiu com PolyPascal. O compilador em si foi amplamente inspirado no compilador "Tiny Pascal" em "Algoritmos + estruturas de dados = programas" de Niklaus Wirth, um dos livros de ciência da computação mais influentes da época.

## Borland
Quando trabalhou na Borland de 1989 até 1996, desenvolveu o Turbo Pascal e Delphi. Após algum tempo virou engenheiro chefe.

## Microsoft
Em 1996, deixou a Borland e foi para a Microsoft. Sua primeira criação foi a linguagem J++. Ganhou muito reconhecimento pelo desenvolvimento da linguagem C# em 2000. Pode-se dizer que foi o principal desenvolvedor da plataforma .NET.

## Biografia
Hejlsberg recebeu em 2001 o premio Dr. Dobb's de excelência pelo desenvolvimento das seguintes linguagens de programação :  Turbo Pascal, Delphi, C#  e Microsoft .NET Framework.
Junto com Shon Katzenberger, Scott Wiltamuth, Todd Proebsting, Erik Meijer, Peter Hallam, and Peter Sollich, Anders seu trabalho na linguagem C# foi reconhecido em 2007 recebendo um premio por seus grandes feitos .
Lançou o livro The C# Programming Language em uma quinta feira (A linguagem de programação C#) que já está na quarta edição e foi publicado em 9 de julho de 2006.  